# Каново
Ка́ново — село в Курском районе (муниципальном округе) Ставропольского края России.

## Этимология
Наименование населённого пункта пошло от названия одной из немецких колоний в Поволжье. Существует и другая версия его происхождения:

Название (…) села, по словам старожилов, взято из Библии. Слово «Каны» встречается довольно часто и в Ветхом и в Новом заветах. Оно понравилось местному священнику, и он решил дать селу название Каны, из которого впоследствии появилось слово «Каново».— Сайт администрации Кановского сельсовета
Варианты наименования: Альт-Кана, нем. Alt-Kana; Кана, Канаан, нем. Kanaan, Старо-Каново, Коново, Канова, Ханасы, Кано.

## География
Расстояние до краевого центра: 219 км.
Расстояние до районного центра: 10 км.
Расположено на левом берегу реки Куры, в 40 км к сев.-зап. от Моздока.
Через село проходят автодороги Каново — Курская, Каново — Соломенская, а также шоссе, идущее на Моздок.

## История
Село Каново основано выходцами из поволжской немецкой колонии Кано (отсюда название). Являлось одним из первых самостоятельных немецких поселений, появившихся на территории Северного Кавказа:3. В ряде архивных и печатных источников XIX—XX вв. датой его основания значатся 1831, 1839, 1840, 1841, 1844 годы:310.
Из прошения жителей колонии Каново генерал-губернатору Терской области от 1 июля 1916 года следует, что колония образована в 1829 году при реке Куре прибывшими из Саратовской губернии переселенцами в количестве 180 семей и окончательно заселена в 1864 и 1867 годах. В монографии доктора исторических наук Т. Н. Плохотнюк «Российские немцы на Северном Кавказе» (2001) приводятся сведения о том, что упомянутые 180 семей поволжских немцев, основавших Каново, были водворены в Кавказскую область к 1844 году. Автор монографии обращает внимание на несовпадение количества заселившихся и количества выехавших из Саратовской губернии семей (по официальным данным, последних было 169), поскольку часть колонистов прибыла самовольно, не получив разрешения на выезд:14—15.
Обосновавшимся на новом месте немцам приходилось страдать от плохой воды и непривычного для них климата:

Место для нового поселения выбирали представители Первого департамента Министерства государственных имуществ, которые руководствовались предписанием о компактном расположении немецких колоний в северокавказском регионе. Таким образом, для новой колонии выбрали участок к юго-востоку от Кавминвод, на территории которых уже были созданы три немецких поселения. Местные климатические условия при острой нехватке воды в летнее время (несмотря на то, что колония будет расположена прямо в пойме реки Куры, летом вода в реке была непригодна даже для технических нужд) обусловили высокую смертность среди поселенцев. Подсчёты, выполненные пастором Велькером, показали, что в течение 23 лет в колонии умерло 747 жителей.— Плохотнюк Т. Н. Российские немцы в условиях северокавказского фронтира XIX в.:93
В справочнике «Административно-территориальное устройство Ставрополья с конца XVIII века по 1920 год» (2008) указано, что в связи с неблагоприятными условиями проживания «за 11 лет существования колонии из 743 первопоселенцев 447 колонистов переселились в другие места [Ставропольской] губернии»:76.
В списке населённых мест Кавказской области, составленном в 1846 году, колония Канова значится в составе Пятигорского округа:68. В списке населённых мест Ставропольской губернии за 1859 год, Каново — колония ведомства государственных имуществ  в Кизлярском уезде, с 57 дворами и населением 345 человек (183 мужчины, 162 женщины):80.
В 1871 году колония присоединена к Терской области:138. По сведениям за 1874 год, Канова относилась к Пятигорскому отделу, в ней числилось 88 дворов и 575 жителей (295 мужчин, 280 женщин), действовали молитвенный дом и общественная школа. Согласно списку населённых мест Терской области, изданному в 1885 году областным статкомитетом, к 1 января 1883 Канова входила в Нальчикский округ, состояла из 96 дворов с 612 жителями (313 мужчин, 299 женщин); земельный надел колонии включал 11 585 десятин:27.
В соответствии со «Статистическими таблицами населённых мест Пятигорского отдела» (1890), к концу 1889 года колония насчитывала 118 дворов и 813 жителей (425 мужчин, 388 женщин), на её территории располагались: лютеранский молельный дом, школа, земская почтовая станция, питейное заведение, мелочная лавка, 7 промышленных заведений (в том числе 4 кузницы). Общее количество сельскохозяйственных животных в подворьях составляло 1913 голов (в том числе крупного рогатого скота — 875, лошадей — 369, мелкого рогатого скота — 669). В пользовании немецких колонистов находилось 7000 десятин земли (в том числе выгонной — 4666, пахотной — 1976, сенокосной — 285, под огородами — 2, под садами — 51), ещё 4316 десятин сдавались в аренду. При колонии числилось 3 арендаторских хутора: Григория Сидоровича Ковыля (1 двор, 7 жителей), Ивана Удота и Митрия Маля (4 двора, 18 жителей), колониста Христиана Циммермана (1 двор, 7 жителей). Население этих хуторов, состоявшее в основном из русских, занималось преимущественно овцеводством:64—65.

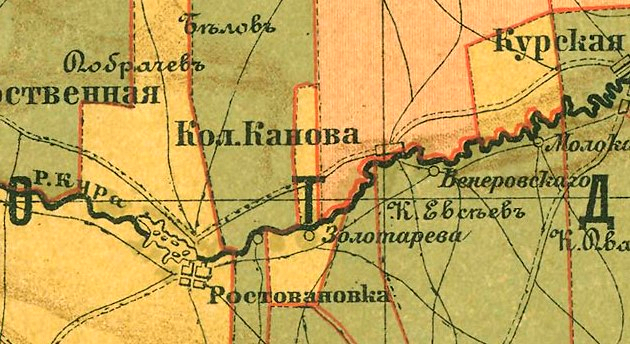
Колония Канова на карте Терской области, 1898 г.

По данным первой всеобщей переписи населения Российской империи 1897 года, в Каново проживал 1141 человек (609 мужчин, 532 женщины), основная часть жителей — протестанты (1117 человек):46.
В 1899 году колония передана из Пятигорского отдела в Моздокский отдел:236.
В начале XX века численность населения Каново превысила 1500 человек. В колонии было 9 мелочных и 3 мануфактурных лавки, пивная лавка, винный погреб. Работали паровая мельница Ф. Г. Артеса, производившая 30 000 пудов зерна в год, кирпичный и черепичный заводы, кузницы и мастерские (шорные, каретная, швейная и др.).
Переселенцами из колонии Каново:52 в 1907 году образованы посёлки Моргентау и Ней-Кана, в 1912 году — посёлок Эйнгенгейм:44.
Согласно «Списку населённых мест Терской области (по данным к 1 июля 1914 года)», в Каново было 272 двора, молитвенный дом, одноклассное училище Министерства народного просвещения и почтово-телеграфное отделение. Общая площадь земельного надела колонии составляла 7865 десятин; общее число жителей — 2597 человек (1317 мужчин, 1280 женщин), из которых коренных — 1990, «пришлых» — 607; коренное население — немцы, евангелическо-лютеранского вероисповедания. Кроме упомянутых выше 3-х посёлков в районе колонии также находилось 4 немецких хутора: Золотарёва; братьев Михаила, Иоганна и Павла Ахтенберг; Генриха Фальмана и Коломыйцева:52—53.
Во время революций 1917 года и Гражданской войны в России немецкие жители Каново, как и большинство этнических немцев Северного Кавказа, стремились занять нейтральную позицию:98. В этот период в районе населённого пункта неоднократно происходили столкновения между сторонниками советской власти и противостоявшими им отрядами белогвардейцев и бандитами. В 1921 году колония подверглась нападению банды Конаря, в ходе которого был убит председатель местной сельскохозяйственной коммуны Ф. Х. Скудра (в настоящее время рядом с местом его захоронения в селе Каново находится памятник героям Гражданской войны).
В 1923 году в Каново был фельдшерский пункт.
По данным энциклопедического словаря «Немцы России» (2006), Каново являлось административным центром Кановской волости, включавшей немецкие населённые пункты: село Каново, хутора Золотарёв, Коломыйцева и Сухов:201. В списках населённых мест Северо-Кавказского края за 1925—1926 гг. значится как центр Кановского сельсовета Прохладненского района Терского округа. На 1 января 1927 года сельсовет объединял населённые пункты: колония Каново, хутора Золотарёв, Сухов, Красный Восток (Коломейцев), Молоканский и Фальман:50. Общая численность населения — 1543 человек, дворов — 316. Преобладающая национальность — немцы:71.
В 1925 году в Каново было 272 двора, 2189 жителей (1097 мужчин, 1092 женщины), начальная школа, изба-читальня и мельница:362—363. Согласно «Поселенным итогам переписи 1926 года по Северо-Кавказскому краю», опубликованным в 1929 году краевым статуправлением, население колонии в сравнении с предыдущим годом уменьшилось почти наполовину и составило 1149 жителей (542 мужчины, 607 женщин), число дворов — 243:323. В «Списке населённых пунктов Терского округа с преобладающим составом национальных меньшинств (по данным переписи 1926 года)», хранящемся в Государственном архиве Ставропольского края, для колонии Каново указано число немецких жителей 809 человек, число дворов — 166. По сведениям того же источника, Каново являлось самым крупным немецким населённым пунктом на территории Прохладненского района:249.
В 1927 году президиум Северо-Кавкавказского крайисполкома принял постановление «О возможности образования на территории края нацменовской административной единицы, объединяющей немецкое население», в соответствии с которым был в частности разработан проект создания немецкого национального района в Терском округе:132. В рамках данного проекта, в итоге оставшегося нереализованным:132, рассматривалась возможность «большего объединения немецкого населения в Степновском районе» и включения с этой целью в состав последнего соседних немецких поселений Прохладненского и Архангельского районов — Каново и Марьяновки:147.
В 1929 году на базе мелких хозяйств организован колхоз «Красное Знамя» (нем. Rote Fahne) села Каново, самостоятельно существовавший до 1951 года, а затем влившийся в колхоз им. Кирова. В 1920—1930-х годах при окрестных хуторах в районе Каново образовались сельскохозяйственные артели (колхозы) им. Тельмана, «Рот Фронт», «Свой труд», «Вайнценфельд», «Красный Восток», «Искра», «Советский пахарь». В 1933 году создана Кановская машинно-тракторная станция (МТС), осуществлявшая обслуживание упомянутых хозяйств, снабжение их необходимой техникой и оказывавшая помощь в проведении посевных и уборочных работ. В июне 1957 года МТС была ликвидирована.
В марте 1932 года Кановский сельсовет со всеми населёнными пунктами передан из упразднённого Прохладненского района в Моздокский район. С 1935 года — в составе Советского района Северо-Кавказского края (с 1937 — Орджоникидзевского края, с 1943 — Ставропольского края).
В ходе операции по выселению немцев Северного Кавказа, проходившей с сентября 1941 по январь 1942 года:158 в соответствии с постановлением ГКО СССР от 21.09.1941 г. № 698-сс, немецких жителей села Каново депортировали в Казахстан. В оставленные ими дома затем заселились русские из соседних сёл.

Переселяемым немцам разрешалось брать с собой личное имущество, мелкий сельскохозяйственный и бытовой инвентарь, продовольствие — всего весом до одной тонны на семью. По свидетельству немцев — жителей колоний Каново, Карлсфельд (хутор Зелёная Роща), колхозов «Ленинфельд», «Рот Фане», «Рот Фронт» (с. Кочубеевское) и города Ставрополя, акт приёмки личного имущества носил формальный характер. Сроки на сборы перед отправкой были крайне сжаты. За это время успевали подготовить мимальный запас продуктов (забивали скот, делали колбасы, выпекали хлеб).— Плохотнюк Т. Н. Российские немцы на Северном Кавказе:157
В начале Великой Отечественной войны в армию было мобилизовано более 300 кановцев, из них 96 погибли. 1 сентября 1942 года село оккупировано немецкими войсками. 6 января 1943 года освобождено.
В октябре 1942 года во время немецкой оккупации на территории Кановского сельсовета был произведён расстрел советских граждан в количестве 20 человек. Среди расстрелянных два старика 75-80 лет и четверо детей 5-8 лет, один пленный красноармеец.
После войны все местные колхозы были объединены в колхоз (с 1957 — совхоз) им. Ворошилова с центральной усадьбой в селе Ростовановском.
В 1953 году село Каново передано из упразднённого Советского района в состав Аполлонского. После ликвидации в 1963 году Аполлонского района, включено в состав Курского. На 1 марта 1966 года Каново в административном отношении подчинялось Ростовановскому сельсовету Курского района Ставропольского края:17.
На основании решения Ставропольского крайисполкома от 13 июня 1984 года № 312 исполком Курского райсовета решил образовать в районе исполком Кановского сельсовета. В состав Кановского сельсовета вошли село Каново (административный центр) и хутор Зайцев, выделенные из состава Ростовановского сельсовета. В 1997 году образован Кановский сельсовет.
До 2020 года село было административным центром упразднённого Кановского сельсовета.

## Население
| 1859  | 1874  | 1883  | 1889  | 1897  | 1905  | 1914  |
| ----- | ----- | ----- | ----- | ----- | ----- | ----- |
| 345   | ↗575  | ↗612  | ↗813  | ↗1141 | ↗1516 | ↗2597 |
| 1925  | 1926  | 1989  | 2002  | 2010  | 2021  |       |
| ↘2189 | ↘1149 | ↘1094 | ↗1486 | ↘1472 | ↗1567 |       |

Национальный состав
Из 1141—1117 нем. (1897), из 1149—976 нем. (1926).
По данным переписи 2002 года в национальной структуре населения русские составляли 56 %, турки — 27 %.

## Инфраструктура
- Культурно-досуговый центр

## Образование
- Детский сад № 5 «Дюймовочка»[52]
- Средняя общеобразовательная школа № 3[53]

## Религия
Большинство немцев колонии Каново были прихожанами Пятигорско-Каррасского евангелическо-лютеранского прихода (создан в 1835 году). Лютеранскую церковь (кирху) в колонии построили в 1881 году, богослужения вёл пастор Кранц. В 1924 году церковь была переоборудована в больницу (лабораторию), а позднее — в клуб.
Кроме лютеран в колонии также проживало несколько баптистских семей. Из рапорта прасковейского уездного исправника Герина, направленного 15 января 1911 года в Ставропольское губернское правление, известно о прошениях баптистов колоний Каново Терской области, Либенталь Прасковейского уезда и села Довсунского Благодарненского уезда, ходатайствующих об утверждении для них общего духовного наставника в лице жителя Либенталь по имени Генрих Штраух. По объяснению просителей, наставник баптистов Каново убыл на постоянное жительство во Владикавказ, а наставник баптистов Довсунского — в Хасавюрт. Поскольку «колония Каново и село Довсунское находятся от колонии Либенталь на незначительном расстоянии, — говорилось в рапорте, — назначенный наставником проживающий в этой колонии поселянин Гейнрих Штраух имел бы возможность исполнять религиозные требы тех и других баптистов»:93.

## Люди, связанные с селом
- Виктор Муль — 46 лет проработал директором школы в Каново, Герой труда Ставрополья[55].

## Памятники
- Памятник воинам, погибшим в годы гражданской войны за власть советов. 1948 год[56]
- Памятник воинам-односельчанам, погибшим в годы Великой Отечественной войны 1941—1945 гг. 1960 год[57]
- Памятник В. И. Ленину[58]

## Кладбище
К северу от Каново расположено общественное открытое кладбище площадью 10 тыс. м².